# Paweł Wosicki
Paweł Jerzy Wosicki (ur. 11 stycznia 1958) – polski polityk, fizyk, publicysta, przedsiębiorca, samorządowiec i działacz społeczny.

## Życiorys
Jest doktorem nauk fizycznych. W latach 1980–1990 był zaangażowany w Krucjatę Modlitwy w obronie Dzieci Poczętych na terenie archidiecezji poznańskiej. Od 2005 do 2010 był radnym rady miasta Poznania, wybranym w okręgu Stare Miasto-Wilda, z listy Prawa i Sprawiedliwości. W wyborach do Parlamentu Europejskiego w 2009 poparł Prawicę Rzeczypospolitej.
Pełni funkcje: prezesa Polskiej Federacji Ruchów Obrony Życia, redaktora naczelnego i wydawcy dwumiesięcznika Głos dla Życia, prezesa zarządu Fundacji Głos dla Życia, członka zarządu Human Life International Europa. Jest honorowym członkiem klubu Human Life. Zasiada w radzie programowej Polskiego Radia w Poznaniu. 
Działa na rzecz zwalczania aborcji, praw rodziny, promowania wychowania do odpowiedzialnego rodzicielstwa i zwalczania pornografii. Jest laureatem Nagrody im. Sługi Bożego Jerzego Ciesielskiego.
W 2022 został odznaczony Krzyżem Kawalerskim Orderu Odrodzenia Polski.

## Życie prywatne
Żonaty z Danutą, ma siedmioro dzieci: Urszulę, Jadwigę, Zofię, Teresę, Maksymiliana, Józefa i Marię.